# Колонна

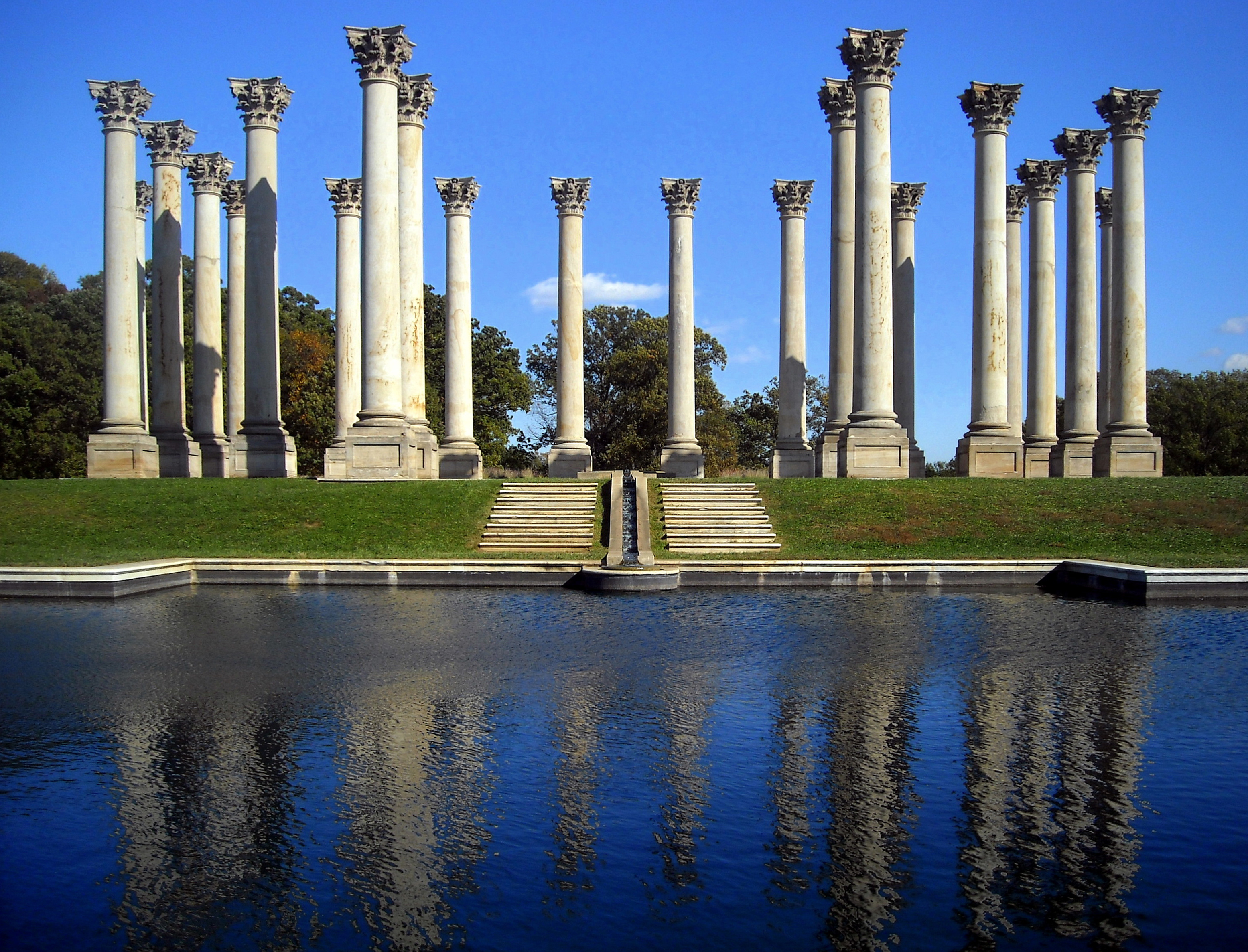
Колонны, с 1828 по 1958 год бывшие частью Капитолия США, а ныне расположенные в Национальном дендрарии США

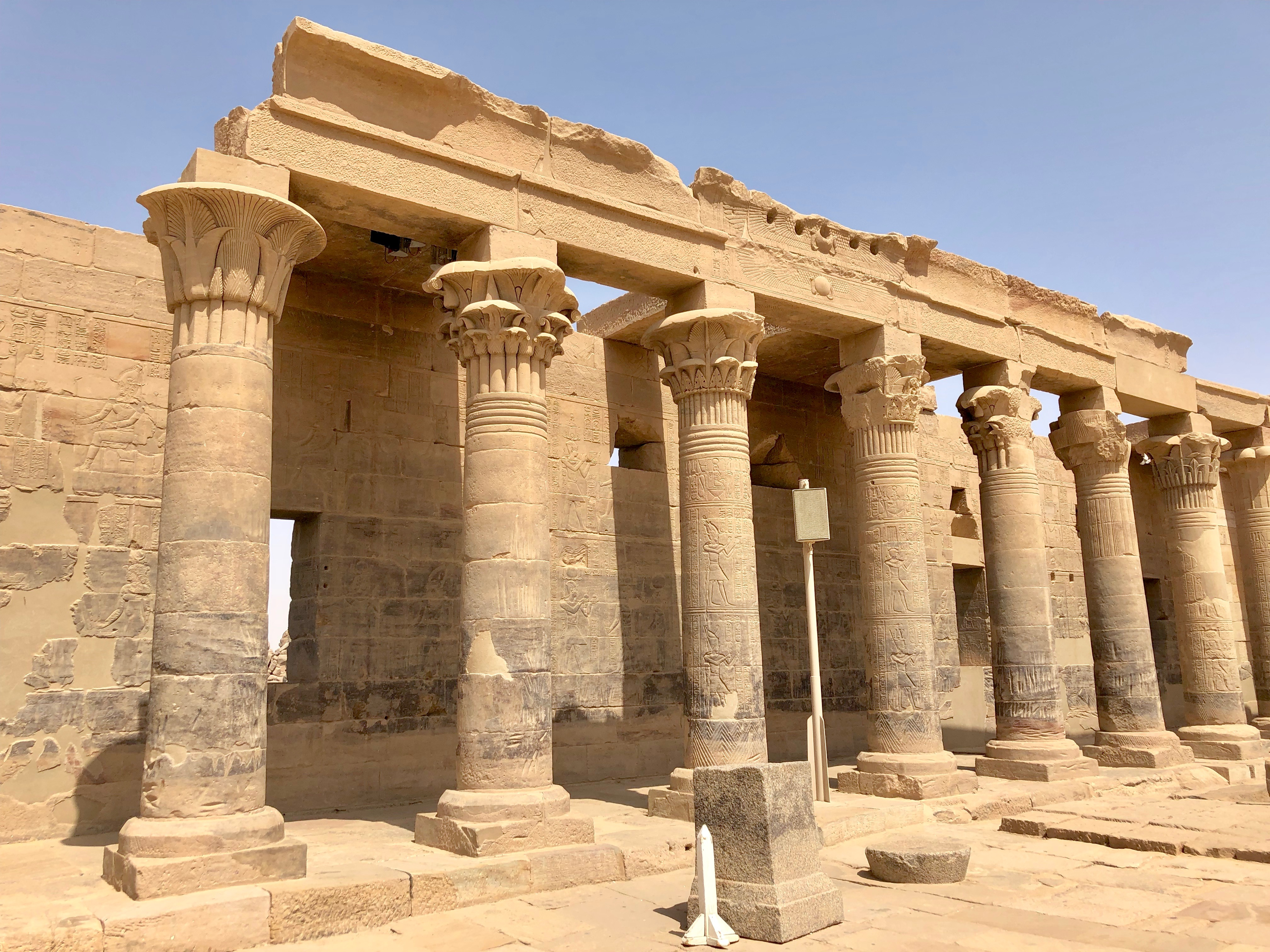
Древнеегипетские колонны в Храме Исиды в Филах (Египет)

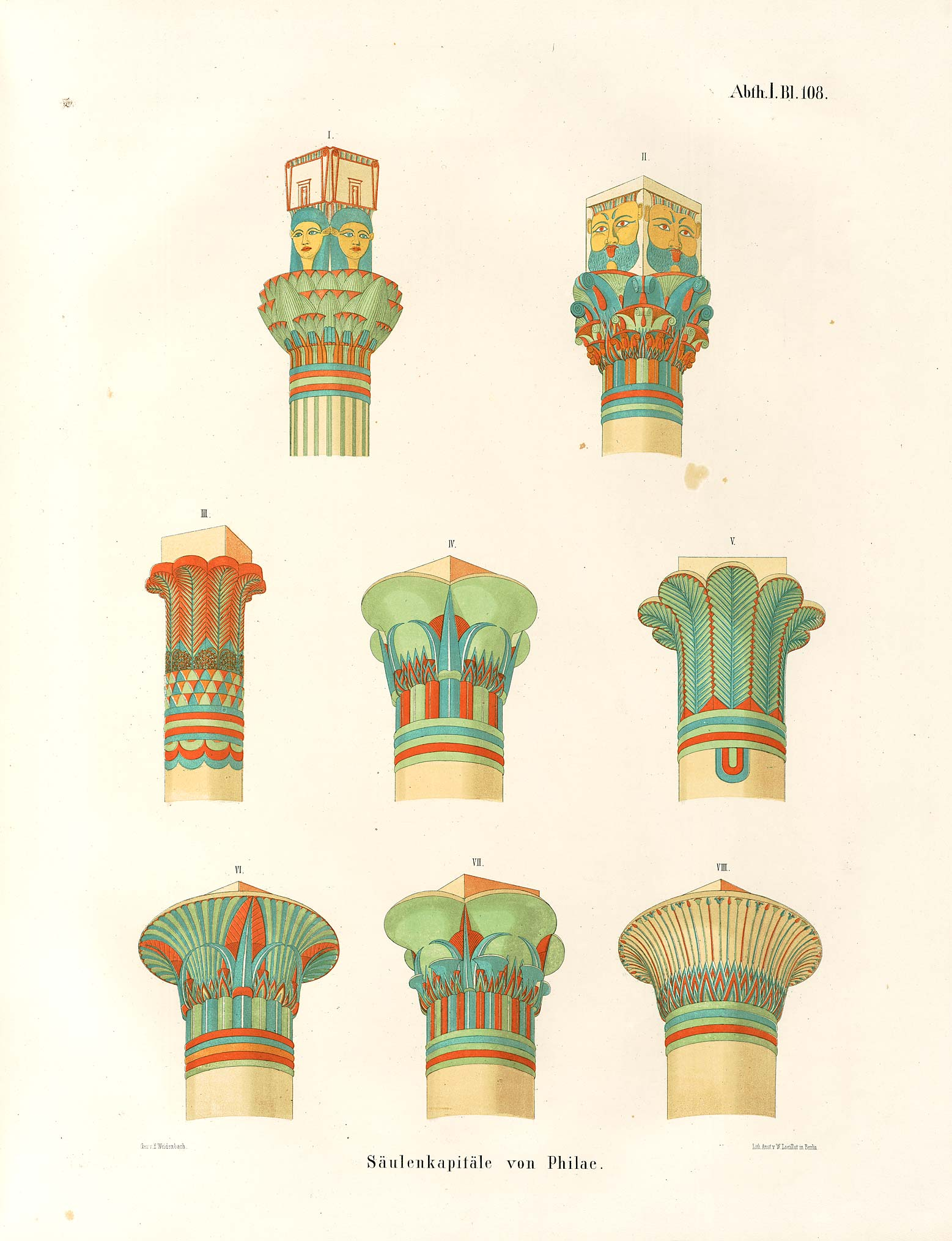
Зарисовка египтолога Карла Рихарда Лепсиуса с основными типами египетских колонн

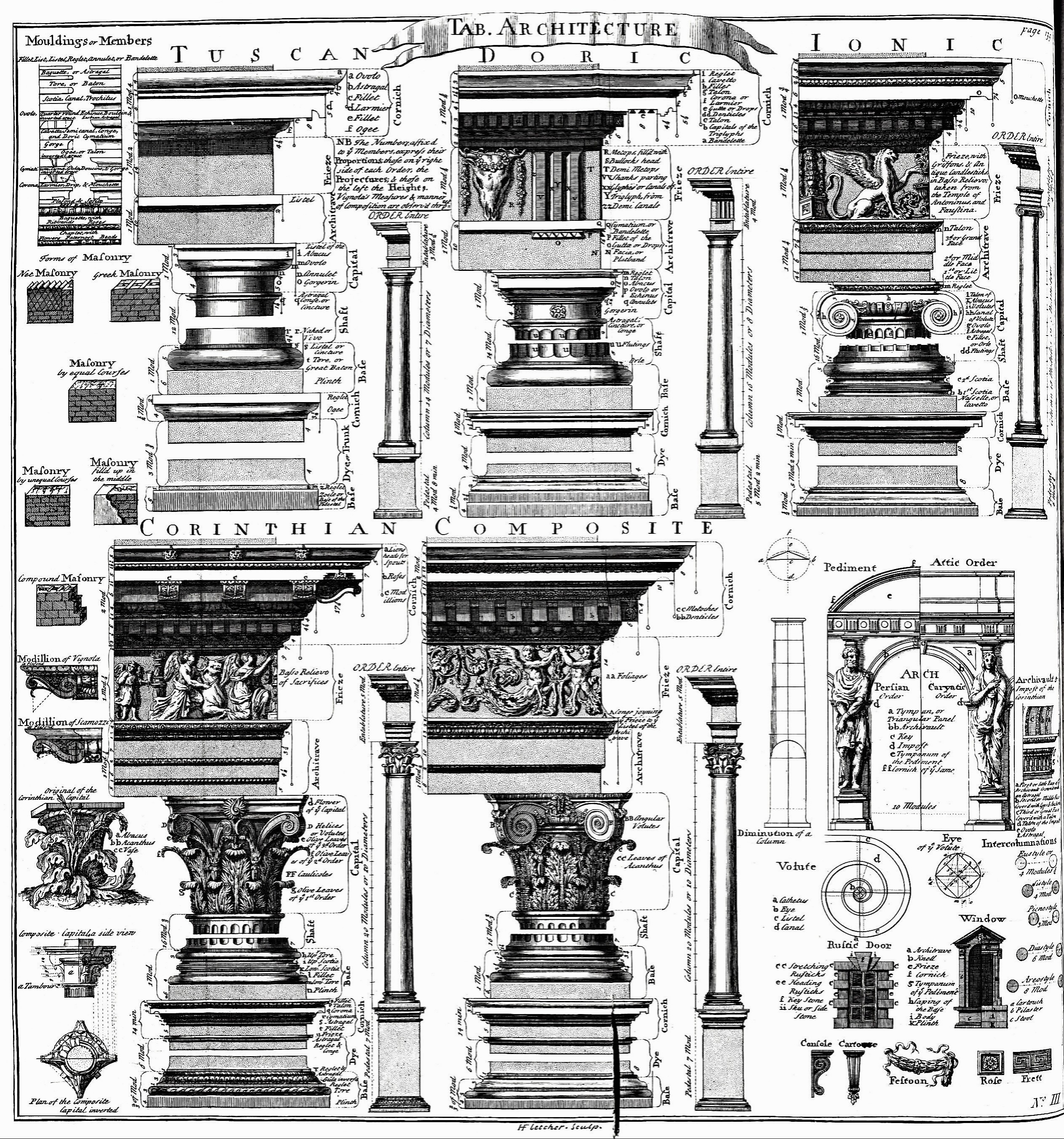
Очень подробные иллюстрации тосканских, дорических, ионических, коринфских и композитных ордеров

Коло́нна в архитектуре (фр. colonne, от лат. columna, «столб») — часть архитектурной конструкции, столб цилиндрической формы, деревянный, каменный или металлический. В классической архитектуре поддерживает антаблемент или арку. Столб квадратного сечения называется пилоном, уплощённой формы — пилястрой. Существуют также полуколонны и трёхчетвертные колонны. Полуколонна выступает от плоскости стены на половину своего диаметра; трёхчетвертная — на три четверти. Колонна может поддерживать несущие элементы конструкции или выполнять декоративную функцию. Пилястра имеет внешние сходства с колонной, но при этом не имеет энтазиса; может быть как несущим архитектурным элементом, так и декоративным. Длинная последовательность колонн, соединённых антаблементом, называется колоннадой.

## История
Колонна — форма, происхождение которой связано с идеей вертикальной опоры строительной конструкции и с подражанием формам природы. Поэтому существуют две основных версии о происхождении колонны: конструктивная и символическая. В древности искусственную колонну уподобляли стволу дерева, «древу жизни», «Мировому древу», считали воплощением фаллического символа. Об этом свидетельствуют колонны древнейших памятников, которые сооружали без конструктивной необходимости (менгиры, омфалосы). Ближайшие аналоги таких монументов: фаллические путевые гермы, которые устанавливали на перекрестках дорог, обелиски (солярные символы). В искусстве народов Центральной Европы 1 тыс. до н. э. встречаются наскальные изображения коня (символ земли), через которого проходит столб с колесом на вершине (символ неба).

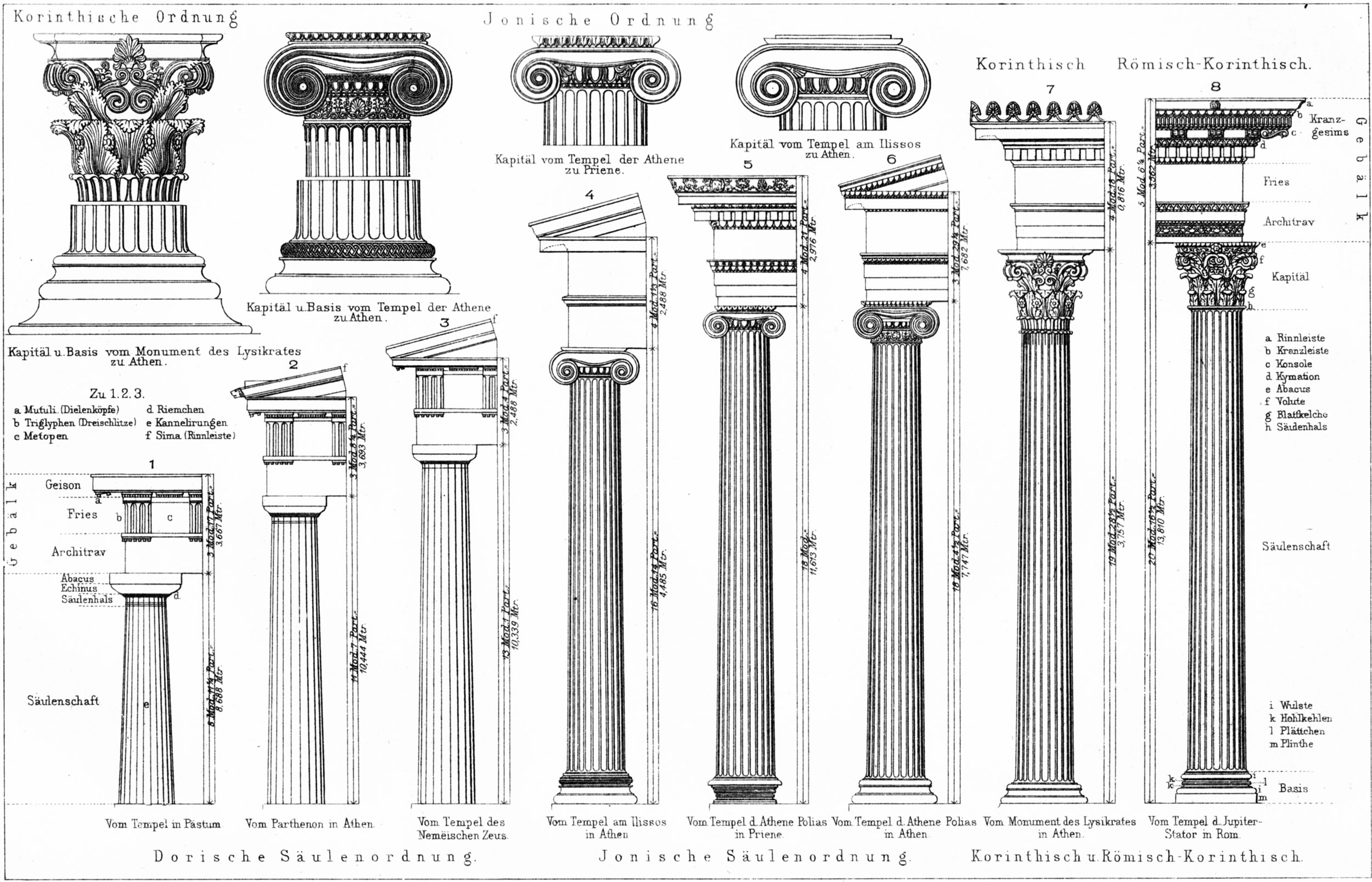
Примеры дорических (левые три), ионических (средние три) и коринфских (правые две) колонн

### Древний Восток
Первые каменные колонны применяли в Древнем Египте при постройке Пирамиды Джосера в 2650 году до н. э. Впервые была применена каменная постройка из 40 колонн высотой каждой из них в 10 метров. Так как эти колонны по мнению египтян были первыми на земле, архитектор Имхотеп соединил каждую из них со стеной с одной стороны. Колонны обильно используются в таких образцах древнеегипетской архитектуры, как заупокойные храмы в Дейр-эль-Бахри (правителя Среднего царства Ментухотепа II и женщины-фараона Нового царства Хатшепсут, известный как Джесер-Джесеру) и Большой гипостильный зал храмового комплекса Карнака, возведённый при Сети I и Рамсесе II. Египетские зодчие использовали колонны разных типов: некоторые копировали растительные прототипы (стебли тростника, стволы пальм или лотосовидные), иные были квадратными в сечении.
За 3—5 тысяч лет до первых египетских колоннад в Гёбекли-Тепе были предприняты попытки изготовить 9-метровые колонны, которые, однако, так и остались в каменоломнях незаконченными. Особую символику имеют парные колонны и обелиски, фланкирующие вход в святилище. Например, металлические столбы Воаз и Яхин Иерусалимского храма.
Одни из самых сложных колонн в Древнем мире были колонны персов, в том числе массивные каменные колонны, установленные в Персеполе. Они включили структуры двойных быков на капителях. Зал ста колонн в Персеполе, размером 70 × 70 метров, был построен царём Ахеменидов Дарием I (524—486 до н. э.). Многие из древних персидских колонн стоят до сих пор. Размеры некоторых колонн превышают 30 метров в высоту.

### Античность
Египетские традиции повлияли на колонны первых цивилизаций Греции — минойской и микенской. В Греции различались три ордера колонн: дорический, ионический и коринфский.
Римляне не изобрели никакого нового стиля и пользовались при постройках по большей части коринфским стилем. Римляне использовали каменные колонны в качестве дорожных знаков и указателей расстояний. В центре Римского Форума при императоре Октавиане Августе находился Золотой милиарий (лат. Milliarium Aureum) — мраморный столб, обитый позолоченной бронзой, на котором были начертаны расстояния в римских милях (1,48 км) от Рима до главных городов римских провинций. Отсюда поговорка: «Все дороги ведут в Рим». Позднее, в IV в. близ этого столба императором Константином была воздвигнута колонна «Центр города Рима» (Umbilicus Urbis Romae). Фундаменты обоих памятников сохранились. В архитектуре римляне придумали так называемую римскую архитектурную ячейку, используя в качестве несущего элемента массивные пилоны с опирающимися на них арками, а ордерные колонны (чаще полуколонны) приставляли к стене по сторонам арочного проема в качестве исключительно декоративного элемента. Так, например, построены аркады римского Колизея (72-80) и Театра Марцелла (13-11 гг. до н. э.).

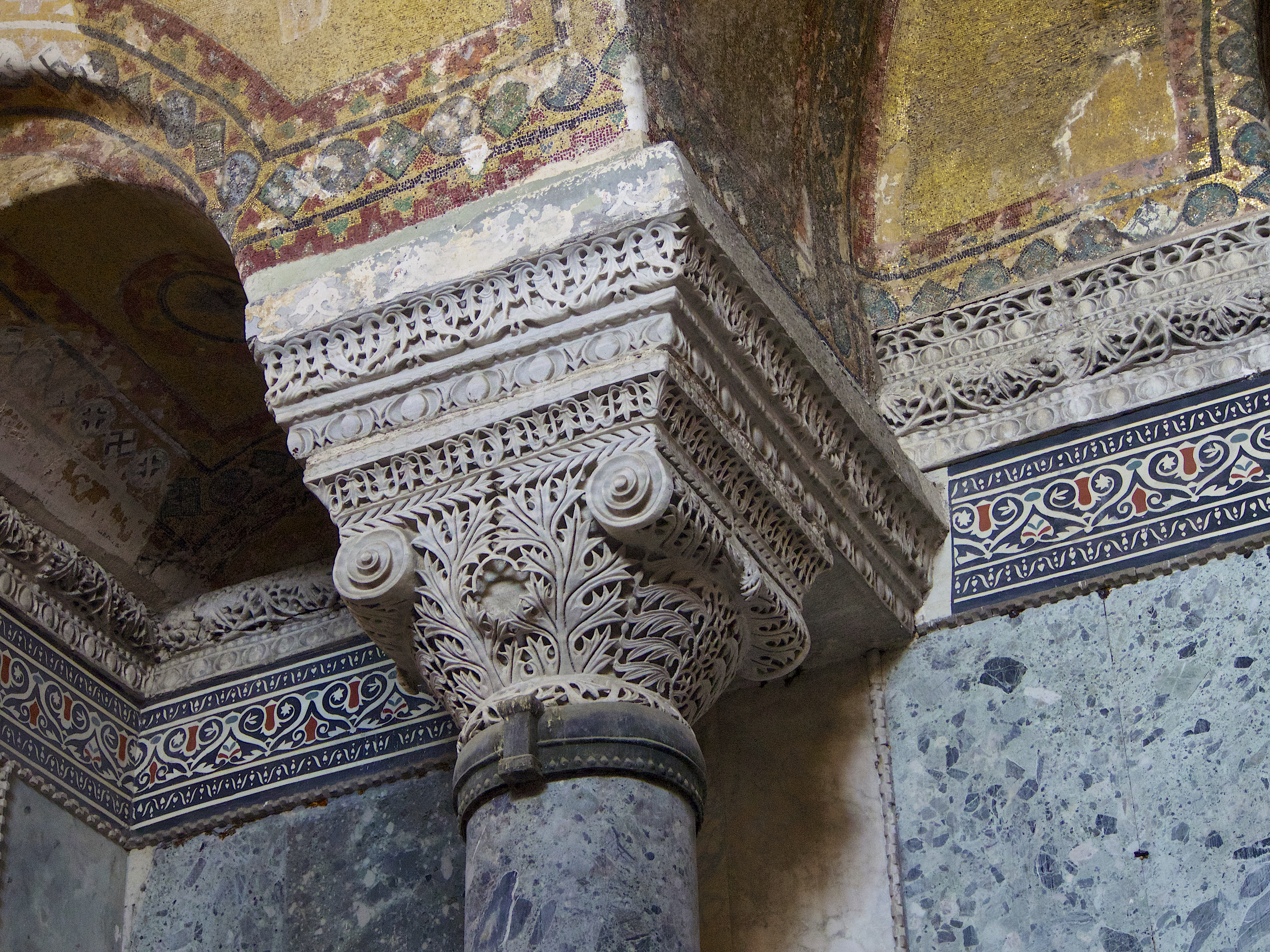
Византийская колонна в Соборе Святой Софии (Стамбул, Турция)

### Средневековье
В Средневековье тектонический смысл колонн был в значительной мере утрачен, поскольку главным несущим элементом оставалась стена или, в готической архитектуре, — система аркбутанов и контрфорсов. В эпоху итальянского Возрождения колонну снова стали использовать конструктивно, но по-новому, не по античному. Следуя романским образцам, и под влиянием восточной архитектуры, итальянские архитекторы соединяли в аркаду типа лоджии свободно стоящие колонны с арками (так называемая аркада по колоннам). Изобретателем такой схемы считают флорентийца Филиппо Брунеллески.
Известны и витые, атектоничные спиральные колонны, в особенности в архитектуре барокко и маньеризма. При перестройках римских церквей колонны часто брали из разрушаемых древнеримских сооружений, их устанавливали в аркадах, разделяющих центральный и боковые нефы, но вперемежку, разной высоты и с разными капителями, не придавая этому особого значения.

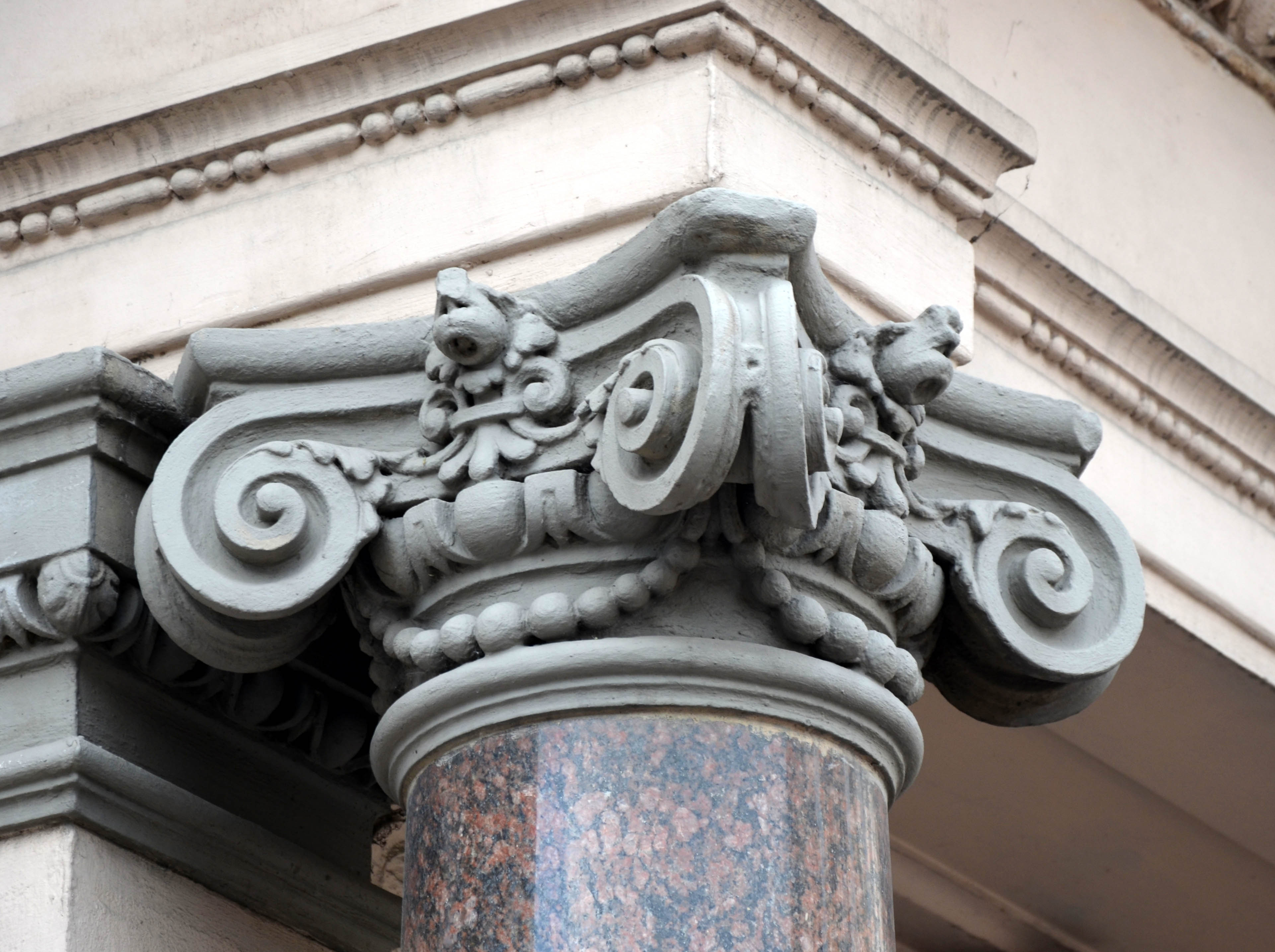
Неоренессанс ионическая колонна во Львове (Украина)

### Разновидности
Из триумфальных колонн наиболее известны римские, со статуями императоров на вершине: Колонна Траяна (113 г.) и Колонна Марка Аврелия (176—193 гг.). В Новое время: Вандомская колонна в Париже (1806—1810), Александровская колонна в Санкт-Петербурге (1829—1834). В Древнем Риме возник обычай установки монументальных ростральных колонн.
Вотивные (посвятительные) колонны устанавливали по обету, в качестве надгробия или в честь какого-либо исторического события (например «чумные столбы» в городах средневековой Европы). Вотивные колонны украшали рельефами, изображениями священных предметов и символов. Парные колонны с имитацией в камне связки — как бы соединённые узлом, встречаются в средневековой сакральной архитектуре в качестве символа двух столбов — Боаз и Яхин, находившихся в храме Соломона в Иерусалиме, мистического прообраза всех христианских церквей. Канделябровая колонна имеет балясовидную форму, её применяли в архитектуре, изображали в росписях гротесками в «помпейском стиле». Колонны с рустовкой именуют муфтированными. Изображение сломанной колонны (или колонны без капители) в живописи — символ преждевременно оборвавшейся жизни.

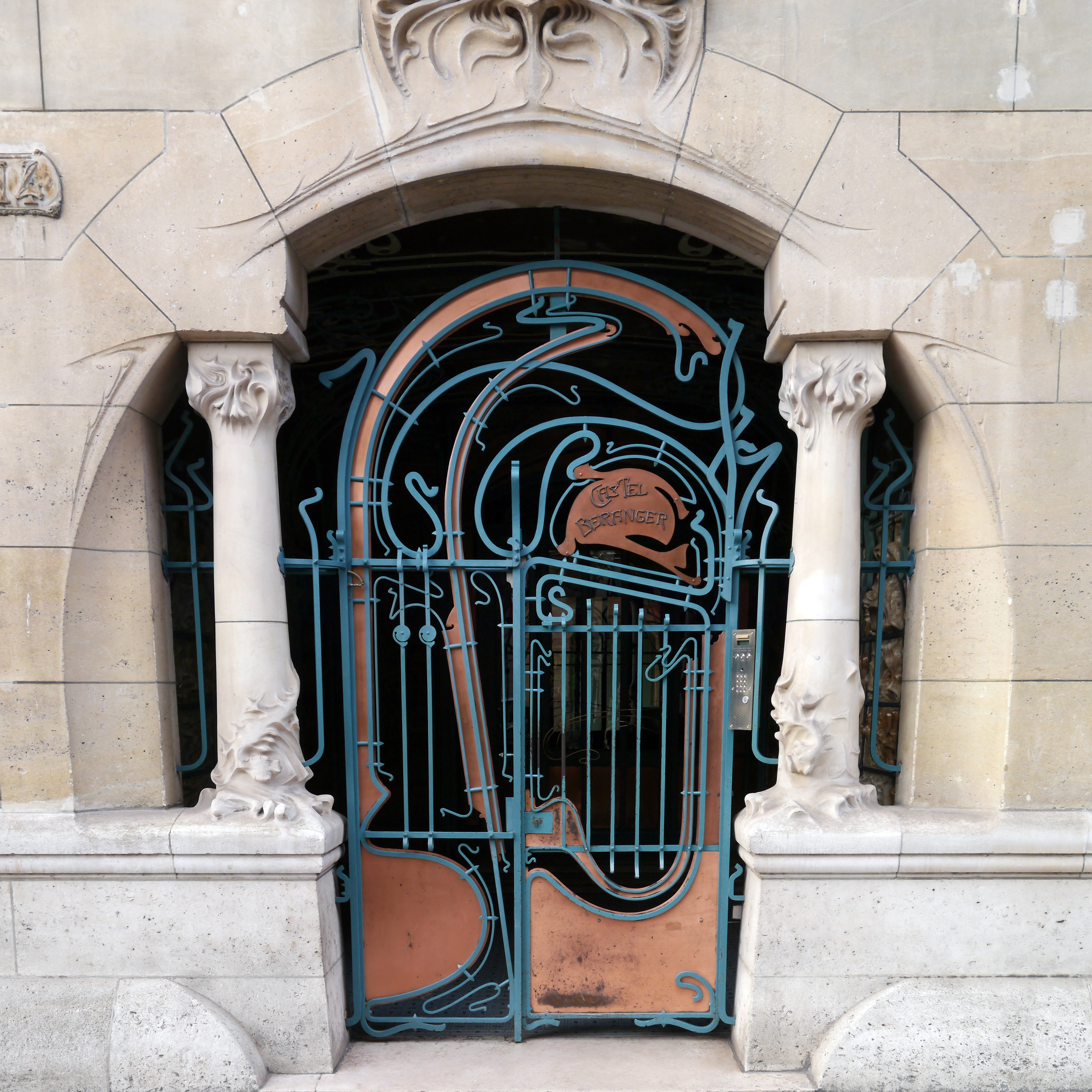
Колонны в стиле модерн в Париж

Фигурные антропоморфные колонны, выполняющие функцию опоры, называют кариатидами (в виде женской фигуры) и атлантами, или теламонами (в виде мужской фигуры).

## Элементы колонны
- Абака — плита, составляющая верхнюю часть капители колонны, полуколонны, пилястры.
- Архитектурный ордер — в традиционном понимании это тип архитектурной композиции, состоящей из вертикальных (колонны, пилястры) и горизонтальных (антаблемент) элементов.
- База — нижняя расширяющаяся часть, которая расположена между фустом (стволом) колонны и стилобатом. Призвана распределять вес опоры с перекрытием на цоколь или стереобат. В древнегреческом дорическом ордере база отсутствует. В ионическом, коринфском и аттическом сложно профилирована.
- Капитель — верхняя часть колонны, распределяющая нагрузку с несомых элементов. Однако чаще имеет зрительное, тектоническое или декоративное значение, поэтому является наиболее выразительным элементом в художественном отношении.
- Ордерная аркада — архитектурная композиция представляющая собой ряд арок, опирающихся непосредственно на капители колонн.
- Фуст (тело колонны) — основная часть колонны. В классическом дорическом, ионическом и коринфском ордерах фуст колонны имеет каннелюры.

## Виды колонн
Монументы:
- Обелиск — сужающийся к верху монумент, в большинстве случаев квадратный в сечении.
- Ростральная колонна — отдельно стоящая колонна, украшенная носами кораблей (рострами) или их скульптурными изображениями.
- Чумной столб — распространённый в странах Центральной Европы тип религиозного памятника: стоящая посередине городской площади колонна, как правило, в стиле барокко, на которую водружена статуя Девы Марии.
- Хуабяо — церемониальная китайская колонна.

Природные колонны:
- Столбчатая отдельность в горных породах, колонны использовались в строительстве зданий и дорог.